# Paracarsidara dugesii
Paracarsidara dugesii är en insektsart som först beskrevs av Löw 1886.  Paracarsidara dugesii ingår i släktet Paracarsidara och familjen Carsidaridae. Inga underarter finns listade i Catalogue of Life.